# Bordj El Mokrani
Le Bordj El Mokrani (en arabe: برج المقراني et en tifinagh: ⴱⵓⵔⵊ ⵍⵎⵓⵇⵔⴰⵏⵉ) ou château d’El Mokrani, est un bordj situé à Bordj Bou Arreridj, dont l'origine remonte au début du XVIe siècle, où il fut construit pour la première fois par Hassan Pacha, fils de Kheir-Eddine.

## Histoire

### L'époque de la Régence d'Alger et du Royaume des Beni Abbès
Le bordj fut construit pour la première fois par Hassan Pacha, fils de Kheir-Eddine, mais il a été détruit presque aussitôt par Abd-el-Aziz El Abbassi (frère d'Ahmed Amokrane) sultan du Royaume des Beni Abbès. 
En 1740, les Turcs vinrent dans la Medjana pour la deuxième fois, ils avaient relevé le bordj et y avaient laissé trois cents janissaires, mais peu de temps après le bordj était de nouveau démoli par les Mokrani, qui avaient renvoyé les survivants des janissaires à Alger, avec une lettre au Pacha, déclarant qu'ils voulaient vivre indépendants, et que les Turcs n'aient en aucune circonstance et sous aucun prétexte, à s'occuper de leurs affaires. Les deys reconnurent implicitement cette indépendance en ne réclamant jamais d’impôts aux tribus makhzene des Mokrani (les Hachem, Ayad et Aït Abbas).

### Transformation en musée (1993)
Vers 1967-68, le bordj est cédé par l'armée algérienne à l'APC de Bordj Bou Arreridj. En 1993, l'APC le met à la disposition de l'Agence nationale d'archéologie pour en faire un musée à la mémoire de la résistance et au combat de l'un des précurseurs de la lutte armée contre l'occupant français, El Hadj El Mokrani et en même temps devenir une bibliothèque de toute la région des Bibans.

## Galerie photos

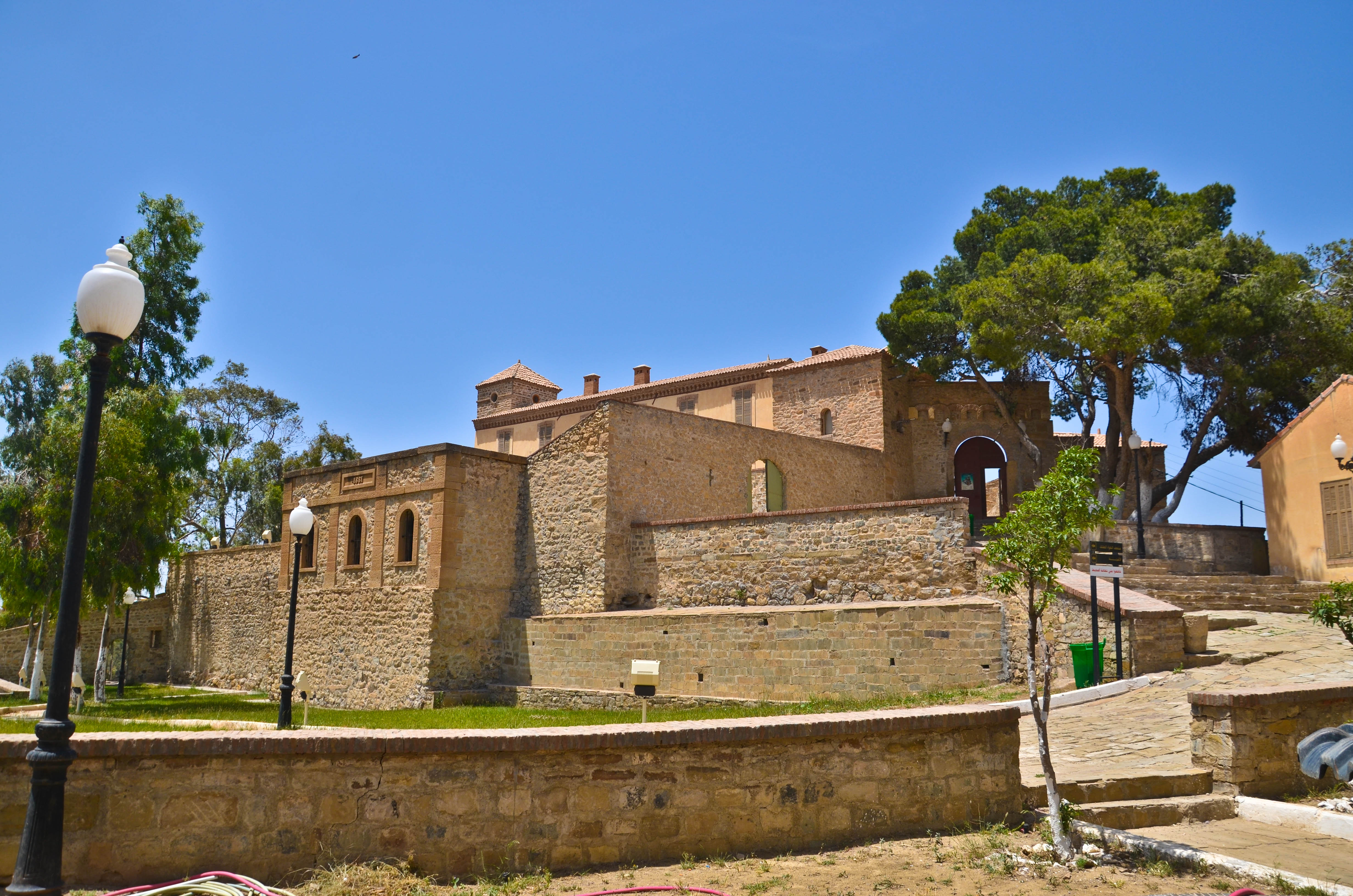
Vue générale côté Est
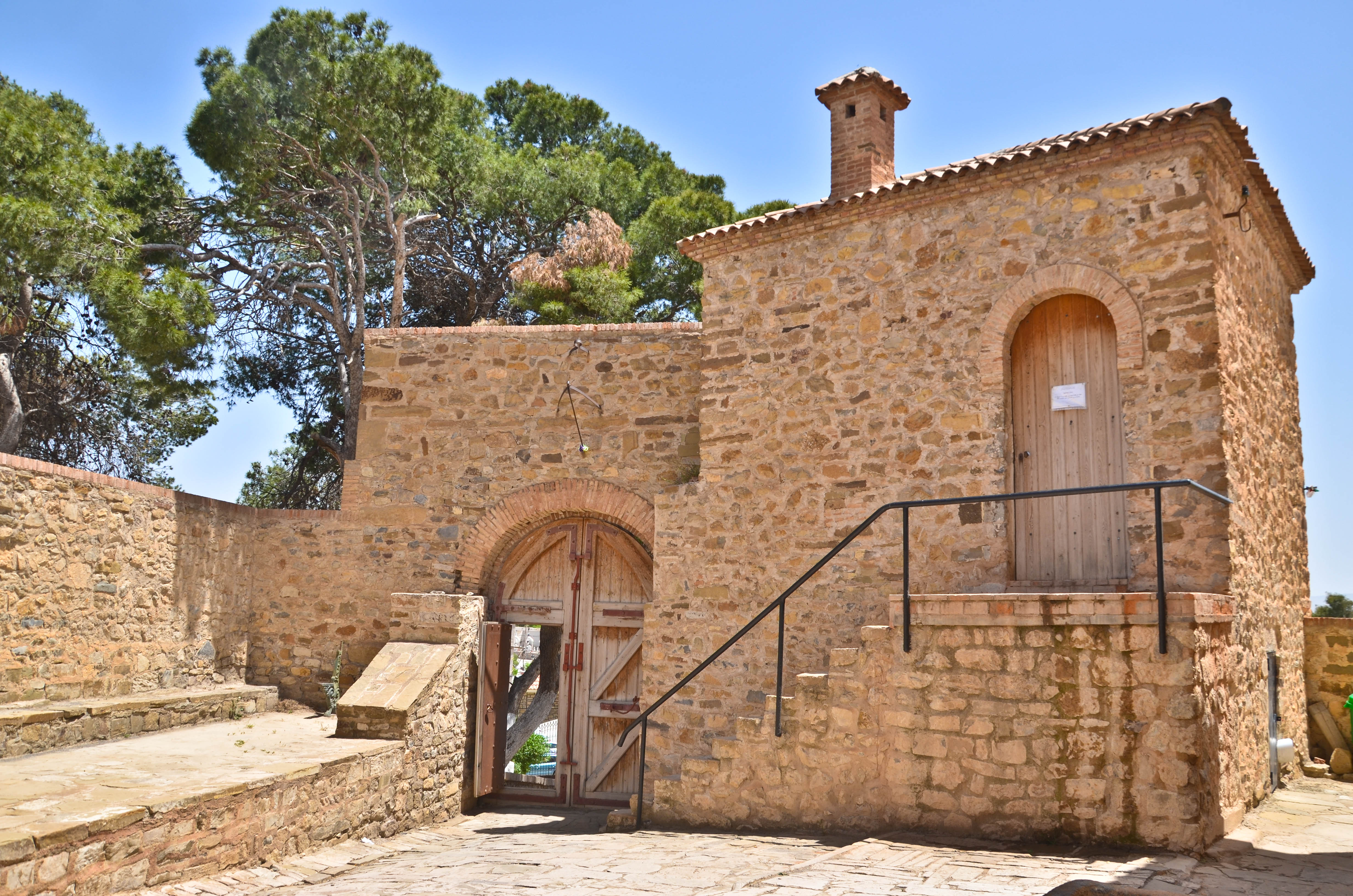
L'entrée du château
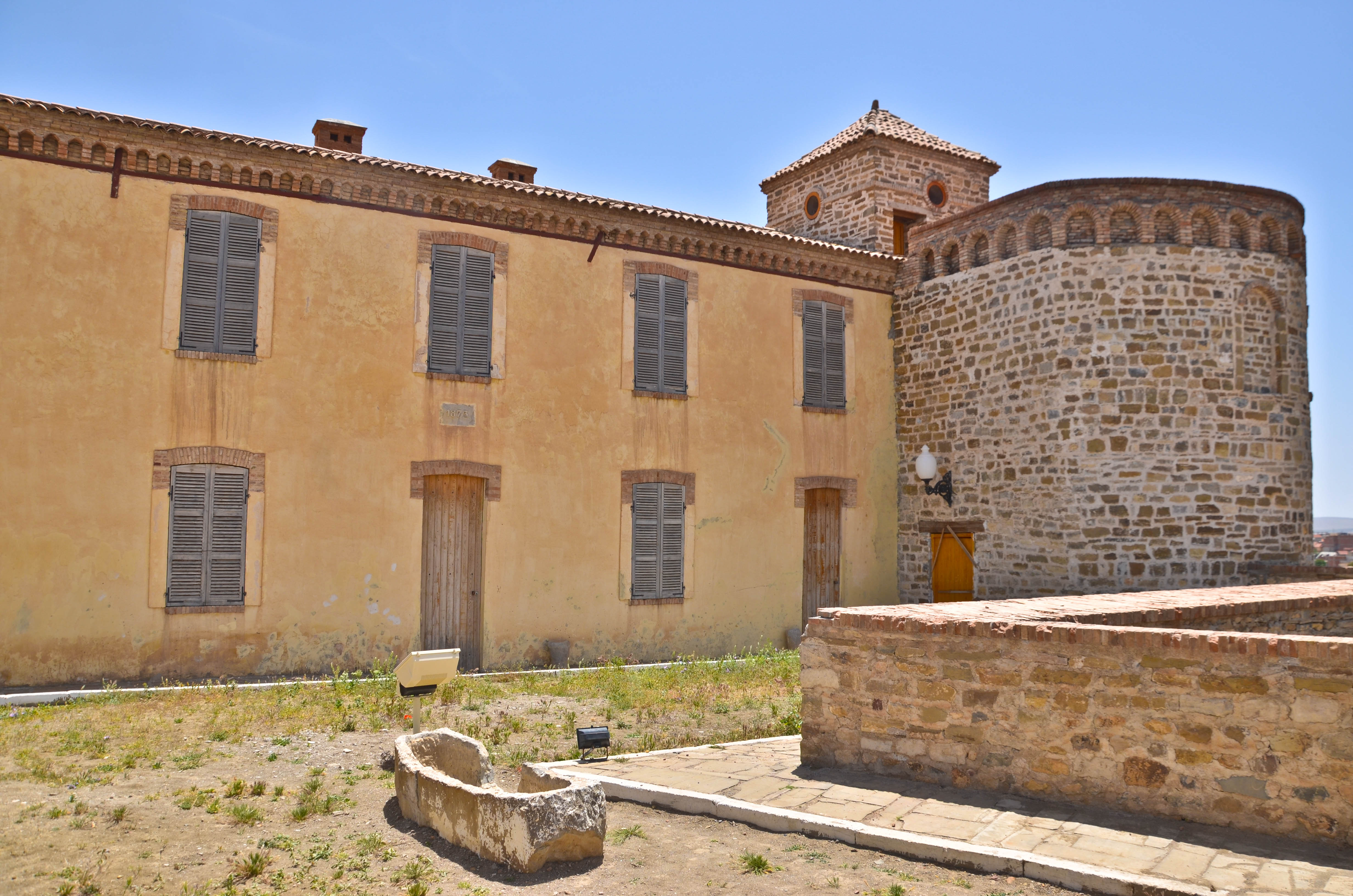
La tour du château
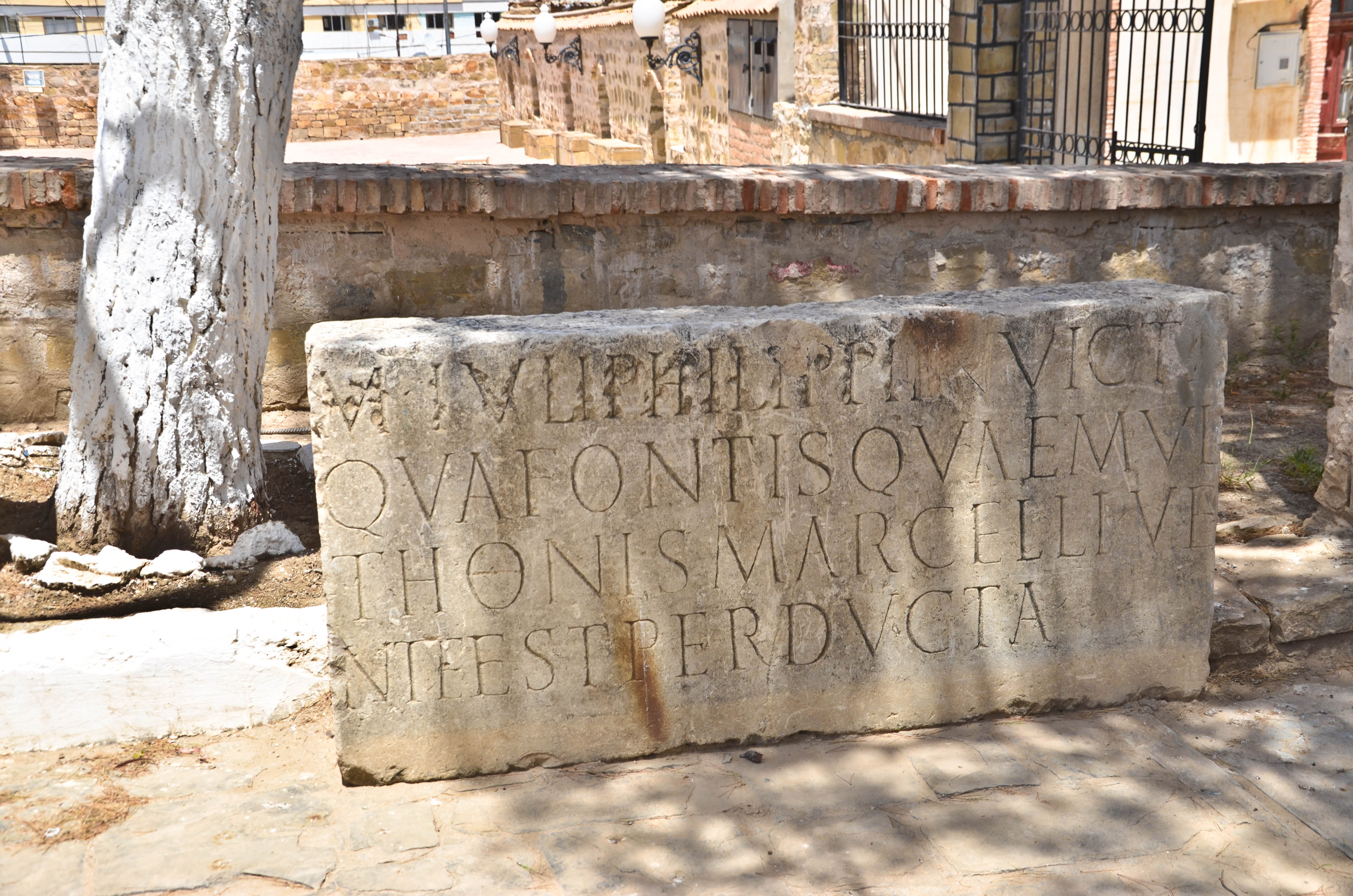
Gravure romaine à côté du château